# Малез, Рене
Рене́ Эдмо́н Мале́з (швед. René Edmond Malaise; 29 сентября 1892, Стокгольм — 1 июля 1978, коммуна Раста в окрестностях Стокгольма) — шведский энтомолог, специалист по систематике пилильщиков, изобретатель ловушки Малеза.

## Биография
Рене Малез родился в Стокгольме. Его отец (Эдмон Малез) был поваром, переехавшим из Франции в Швецию. Мать (Августа Седерквист) была дочерью садовника. В 1910-х годах вместе с орнитологом Стеном Бергманом совершил несколько экспедиций в Лапландию. В 1912 году окончил среднюю школу в Стокгольме. После службы в армии поступил в колледж Стокгольмского университета, где получил степень бакалавра в 1918 году.
В 1920—1922 году Малез, Бергман и ботаник Эрик Хультен организовали экспедицию на Камчатку. В 1922 году его спутники отправились домой, а Малез остался на Камчатке. Здесь в феврале 1923 года он пережил землетрясение и цунами, которое смыло в океан его лодку, запасы продовольствия, коллекции и фотографии. Находясь в Японии в сентябре 1923 года, Малез едва не погиб при мощнейшем землетрясении. Жертвами этого землетрясения стали более 100 000 человек. В том же 1923 году Малез оказался во Владивостоке, а затем поездом доехал до Москвы по Транссибирской магистрали, не имея при себе необходимых документов для пребывания в СССР. Поздней осенью 1923 году вернулся в Швецию через Финляндию.
В 1924 году Малез вернулся на Камчатку с Эстер Нордстрём. В 1925 году они поженились, а в 1927 году развелись. С 1927 по 1930 год Малез управлял соболиной фермой. В 1930 году вернулся в Швецию через Владивосток, Москву и Ленинград, собирая по пути зоологический материал.
В 1933 году Малез женился на Эббе Содерхелл. В этом же году они отправились в экспедицию в Бирму. Супруги поддерживали хорошие отношения с местным населением, оказывая им простейшую медицинскую помощь. В этой экспедиции Малез едва не стал жертвой контрабандистов, торгующих опиумом.
С 1935 по 1959 год Малез работал в отделе энтомологии Шведского музея естественной истории. В период работы в музее он отвечал за международные контакты, поскольку свободно говорил на немецком, английском, французском и русском языках. В 1938 году получил учёную степень лиценциат в Упсальском университете. В мае 1945 году защитил диссертацию на соискание учёной степени доктора философии в Лундском университете.
С 1950-х годов Малез увлёкся геологией и поддержал ныне отвергнутую гипотезу Нильса Однера о сжатии земной коры. Согласно этим представлениям, земная кора представляет собой систему из клапанов, которые поднимаются или опускаются в зависимости от температуры, а не перемещаются относительно друг друга. Малез считал, что этой гипотезой можно объяснить расположение мифического острова Атлантида в районе Срединно-Атлантического хребта. Эти представления Однера и Малеза были отвергнуты современными геологами и геофизиками.
Умер 1 июля 1978 года от сердечного приступа на 86 году жизни.

## Научные достижения
Во время экспедиции Бирму в 1934 году изобрёл новый тип ловушки для сбора насекомых в форме палатки. Описание её он опубликовал в 1937 году в журнале «Entomologisk tidskrift». В ходе экспедиций на Камчатку и юго-восточную Азию Малез собрал огромное количество ботанических, зоологических, палеонтологических и этнографических материалов. Только во время экспедиций в Бирму было собрано около 100 000 экземпляров насекомых, около 600 гербариев, около 1700 пресноводных рыб, около 100 пресмыкающихся и земноводных. Около 75 % собранных им пилильщиков (группа насекомых, на которой Малез специализировался как систематик) описаны как новые для науки. Был редактором журнала «Entomologisk Tidskrift».

### Некоторые таксоны, описанные Малезом
- Acrogymnidia Malaise, 1955
- Arcoclypea Malaise, 1942
- Argenia Malaise, 1950
- Asiemphytus Malaise, 1948
- Barilochia Malaise, 1955
- Bensonia Malaise, 1935
- Clypea Malaise, 1961
- Digelasinus Malaise, 1937
- Emphystegia Malaise, 1961
- Euforsius Malaise, 1944
- Gayana Malaise, 1942
- Gunnea Malaise, 1964
- Gussakovskia Malaise, 1935
- Lagidina Malaise, 1945
- Metaneura Malaise, 1950
- Odontocimbex Malaise, 1935
- Obtusia Malaise, 1964
- Pseudoblennocampa Malaise, 1935
- Tyloceridius Malaise, 19455

## Некоторые таксоны, названные в честь Малеза
- Aeneonaenaria malaisei Heinrich, 1974
- Achaemenes malaisei Synave, 1953
- Acidiella malaisei (Hering, 1938)
- Agoerodes malaisei Mosely, 1949
- Agromyza malaisei Spencer, 1962
- Amblyaeneus malaisei Heinrich, 1965
- Aprosthema malaisei (Forsius, 1933)
- Calolampra malaisei (Princis, 1950)
- Carabus malaisei Breuning, 1947
- Centistes malaisei Belokobylskij, 2000
- Cerodontha malaisei Spencer, 1981
- Chaetocnema malaisei Bryant, 1939
- Crossocerus malaisei (Gussakovskij, 1932)
- Diostracus malaisei Saigusa, 1995
- Glenea malaisei Breuning, 1949
- Empis malaisei Frey, 1953
- Episymploce malaisei (Princis, 1950)
- Eudorylas malaisei (Hardy, 1972)
- Janus malaisei Benson, 1946
- Malaisdius Brunke, 2023
- Medetera malaisei Bickel, 1987
- Meliboeus malaisei Obenberger, 1940
- Musca malaisei Emden, 1965
- Naenarides malaisei Heinrich, 1969
- Ogulnia malaisei Heinrich, 1965
- Parena malaisei (Andrewes, 1947)
- Phaonia malaisei Ringdahl, 1930
- Pterolophia malaisei Breuning, 1949
- Rhipidolestes malaisei Lieftinck, 1948
- Taiwanocantharis malaisei Wittmer, 1989
- Trypoxylon malaisei Gussakovskij, 1932

## Некоторые публикации
- Malaise R. Jakter och jordbävningar: Öden och äventyr i fjärran Östern. — Uppsala: Lindblad Förlag, 1924. — 170 p.
- Malaise R. A new insect-trap (англ.) // Entomologisk Tidskrift : journal. — 1937. — Vol. 58. — P. 148—160. — ISSN 0013-886X.
- Malaise R. Tenthredinoidea of south-eastern Asia. — Lund: Entomologiska sällskapet, 1945. — 288 p. — (Opuscula entomologica, Supplementum 4.).
- Malaise R. Atlantis: en geologisk verklighet. — Stockholm: AB Nordiska Bokhandeln, 1951. — 227 p.
- Malaise R. New Oriental saw-flies (Hymenoptera, Tenthredinidae) (англ.) // Entomologisk Tidskrift : journal. — 1961. — Vol. 82, no. 3—4. — P. 231—260. — ISSN 0013-886X.
- Malaise R. New genera and species of the subfamily Blennocampinae (Hymenoptera, Tenthredinidae) (англ.) // Entomologisk Tidskrift : journal. — 1964. — Vol. 85, no. 1—2. — P. 20—39. — ISSN 0013-886X.
- Malaise R. Atlantis: a verified myth. — Stockholm: Affärstryckeriet i Norrtälje, 1973. — 38 p.